# نلی فریابنیکووا
نلی فریابنیکووا (روسی: Нелли Васильевна Ферябникова؛ زادهٔ ۱۴ مهٔ ۱۹۴۹) بازیکن بسکتبال اهل اتحاد جماهیر شوروی سوسیالیستی بود.